# 氷川警察署
氷川警察署（ひかわけいさつしょ）は、かつて存在した熊本県警察所管の警察署である。
2005年に宮原警察署から改称されて新設された警察署であったが、小規模警察署で緊急時の応援体制や捜査時の整合性に難が生じていた。その後、2013年12月に制定された「熊本県警察署再編計画」に基づいて2017年4月1日に八代警察署と統合される事が決定したため、同年3月31日の業務をもって警察署としての業務と機能を終了した。
2017年4月1日より警察署の機能を全て八代警察署に移管し、熊本県警察・氷川機動センターに改称。改称後は幹部交番としての機能を有しているほか、機動捜査隊や交通機動隊などの庁舎として使用されていたが、建物の老朽化と機動センターの規模の拡大化のため国道3号沿いに新庁舎を新築し、同年10月1日より旧庁舎から移転のうえ新庁舎での運用を開始した。

## 所管区域
2017年3月31日まで
- 八代市北部（鏡町・東陽町・泉町）
- 八代郡氷川町

## 所在地
- 熊本県八代郡氷川町早尾150-2

## アクセス
- 国道3号沿い
- 産交バス松橋線 早尾または氷川中学校・八代郡医師会病院前バス停下車、徒歩5分
- 鹿児島本線有佐駅よりタクシー10分または徒歩30分（駅前から機動センターを通るバスは無し）

## 沿革
- 2005年8月1日 - 八代郡鏡町、東陽村、泉村が八代市と合併したため、管轄区域が八代郡宮原町、竜北町、八代市のうち鏡町、東陽町、泉町になる。
- 2005年10月1日 - 八代郡宮原町と竜北町が合併し、「氷川町」が誕生。これに伴い「宮原警察署」から「氷川警察署」に名称を変更。管轄区域が八代郡氷川町、八代市のうち鏡町、東陽町、泉町になる。
- 2017年4月1日 - 八代市の八代警察署と統合。庁舎は八代警察署になり、管轄区域も全て八代警察署に移管。氷川警察署は氷川幹部交番や氷川分駐隊（機動捜査隊、交通機動隊）の配置を中心とした「氷川機動センター」として運用を開始。
- 2017年10月1日 - 庁舎を国道3号沿いに新築し運用開始。これに伴い氷川町宮原501番地1から現所在地に移転。

## 交番・駐在所
2017年3月31日まで
- 鏡交番（八代市鏡町内田）
- 大野駐在所（八代郡氷川町大野）
- 鹿島駐在所（八代郡氷川町鹿島）
- 東陽駐在所（八代市東陽町南）
- 河浦駐在所（八代市泉町柿迫）